# Ballainvilliers
Pour les articles homonymes, voir Ballainvilliers (homonymie).
Ballainvilliers (prononcé [balɛ̃vilje] ) est une commune française située à vingt-et-un kilomètres au sud de Paris dans le département de l’Essonne en région Île-de-France.
Hameau dépendant de Longjumeau jusqu’en 1265, élevé au rang de baronnie en 1661, domaine viticole devenue plaine de maraîchage au XIXe siècle, Ballainvilliers est aujourd’hui un village aux portes de la capitale mêlant vastes espaces de culture au sud et village résidentiel récent au nord. C’est aussi le premier territoire rural préservé rencontré sur la route nationale 20 au sortir de l’agglomération parisienne. Son château construit au XVIIe siècle est aujourd’hui devenu le centre culturel municipal.
Ses habitants sont appelés les Ballainvillois.

## Géographie

### Situation

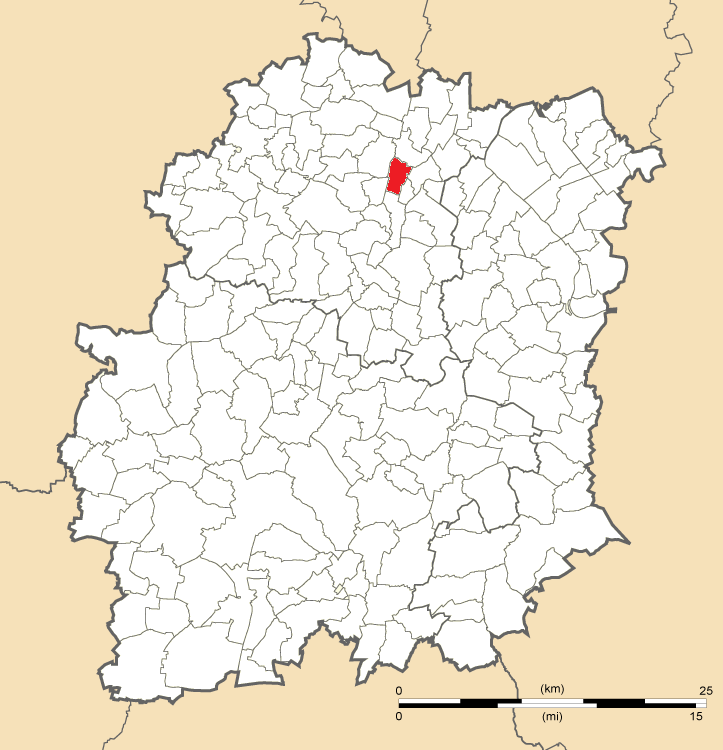
Position de Ballainvilliers en Essonne.

Ballainvilliers est située dans la grande agglomération parisienne, au nord du département français de l’Essonne, au cœur de la région naturelle du Hurepoix. Le territoire communal occupe quatre cent un hectares au sud du pays de Longjumeau sur un espace relativement plat du plateau surplombant les vallées de l’Yvette au nord et de l’Orge à l’est. Le terrain s’étage entre cent six mètres au sud-ouest et soixante mètres au nord-est. Le ruisseau le Rouillon suit cette déclivité en traversant la commune du sud-ouest au nord-est avant d’entrer sur le territoire de Longjumeau pour se jeter dans l’Yvette. Une grosse majorité de ce territoire se compose de terres rurales (60 %), seulement un tiers de la commune est encore occupé par l’espace urbain. L’Institut national de l'information géographique et forestière donne les coordonnées géographiques 48° 40′ 34″ N, 2° 17′ 50″ E au point central de son territoire.
La route nationale 20 (France) matérialise la frontière sur la quasi-totalité du côté ouest de la commune, avec Saulx-les-Chartreux au nord et La Ville-du-Bois au sud. Axe important pour la région, c’est le seul qui traverse la commune, restée à l’écart des voies ferrées ou axes routiers principaux.
Ballainvilliers est située à vingt et un kilomètres au sud-ouest de Paris-Notre-Dame, point zéro des routes de France, douze kilomètres au nord-ouest d’Évry, six kilomètres au sud-est de Palaiseau, quatre kilomètres au nord-est de Montlhéry, dix kilomètres au nord-est d’Arpajon, quinze kilomètres au nord-ouest de Corbeil-Essonnes, vingt-deux kilomètres au nord-ouest de La Ferté-Alais, vingt-six kilomètres au nord-est de Dourdan, vingt-neuf kilomètres au nord-est d’Étampes et trente-trois kilomètres au nord-ouest de Milly-la-Forêt.

### Hydrographie

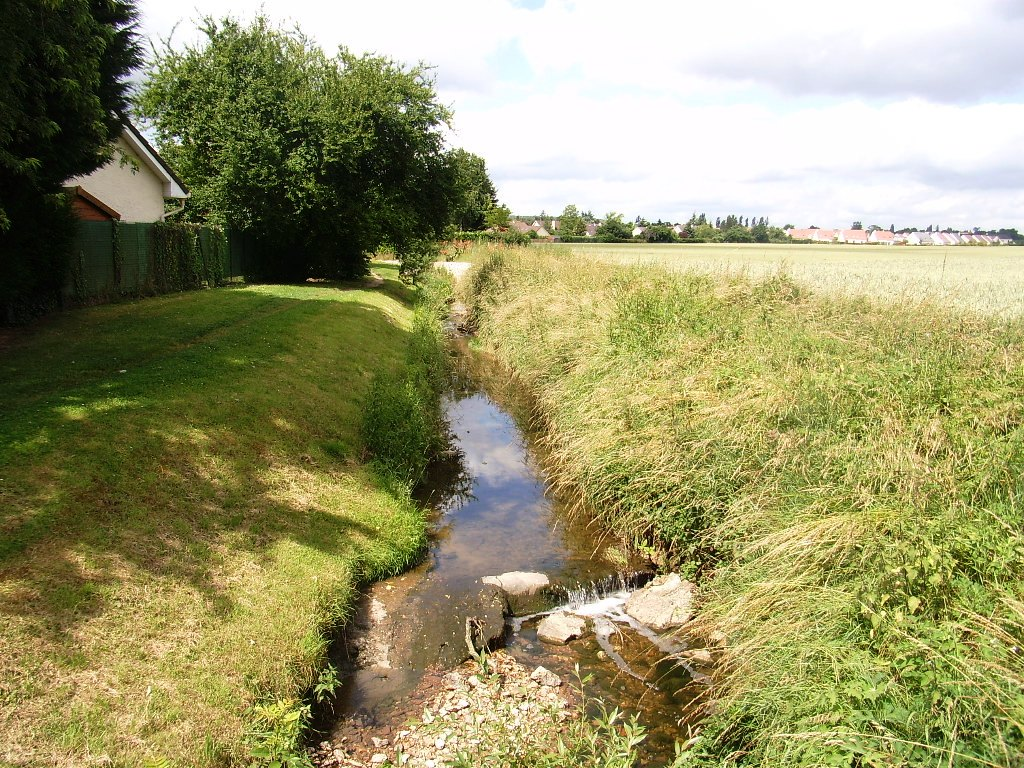
Le Rouillon à Ballainvilliers.

Le territoire de la commune est arrosé par le ruisseau le Rouillon, qui entre par l’ouest de la commune venant de La Ville-du-Bois et traverse vers le nord-est pour se jeter dans l’Yvette à Longjumeau.

### Relief et géologie
Le territoire s’étage de cent six mètres au sud-ouest dans le hameau de Villebouzin et soixante mètres au nord-est dans le bois des Daunettes, suivant une pente douce empruntée par le ruisseau du Rouillon. La partie urbanisée occupe en majeure partie le bas de ce territoire, dominé à l’ouest par le massif du rocher de Saulx-les-Chartreux. Situé dans le bassin parisien, le sous-sol de la commune est composé de couches successives de sable et de meulière, de marne, gypse et calcaire.

### Communes limitrophes
La commune est limitrophe au nord et nord-est de son ancienne ville de rattachement, Longjumeau. À l’est se trouve Épinay-sur-Orge, au sud-est, la plus petite commune du département, Villiers-sur-Orge, au sud Longpont-sur-Orge, au sud-ouest, la route nationale 20 forme une frontière avec La Ville-du-Bois. Enfin, à l’ouest et nord-ouest, le territoire du village de Saulx-les-Chartreux poursuit les espaces agricoles.

### Climat
Pour des articles plus généraux, voir Climat de l'Île-de-France et Climat de l'Essonne.
En 2010, le climat de la commune est de type climat océanique dégradé des plaines du Centre et du Nord, selon une étude du CNRS s'appuyant sur une série de données couvrant la période 1971-2000. En 2020, Météo-France publie une typologie des climats de la France métropolitaine dans laquelle la commune est exposée à un climat océanique altéré et est dans la région climatique  Sud-ouest du bassin Parisien, caractérisée par une faible pluviométrie, notamment au printemps (120 à 150 mm) et un hiver froid (3,5 °C). 
Pour la période 1971-2000, la température annuelle moyenne est de 11,5 °C, avec une amplitude thermique annuelle de 15,3 °C. Le cumul annuel moyen de précipitations est de 655 mm, avec 11 jours de précipitations en janvier et 7,8 jours en juillet. Pour la période 1991-2020, la température moyenne annuelle observée sur la station météorologique la plus proche, située sur la commune d'Épinay-sur-Orge à 2 km à vol d'oiseau, est de 11,5 °C et le cumul annuel moyen de précipitations est de 694,4 mm,. Pour l'avenir, les paramètres climatiques de la commune estimés pour 2050 selon différents scénarios d'émission de gaz à effet de serre sont consultables sur un site dédié publié par Météo-France en novembre 2022.
| Mois                                  | jan.             | fév.             | mars          | avril           | mai             | juin         | jui.           | août           | sep.            | oct.            | nov.             | déc.           | année      |
| ------------------------------------- | ---------------- | ---------------- | ------------- | --------------- | --------------- | ------------ | -------------- | -------------- | --------------- | --------------- | ---------------- | -------------- | ---------- |
| Température minimale moyenne (°C)     | 1,2              | 1,2              | 3,3           | 4,9             | 9,1             | 11,9         | 13,9           | 14,1           | 10,2            | 7,2             | 3,7              | 2,1            | 6,9        |
| Température moyenne (°C)              | 4,2              | 4,9              | 8,2           | 10,2            | 14,5            | 17,6         | 19,7           | 20,1           | 15,4            | 11,5            | 7,1              | 4,8            | 11,5       |
| Température maximale moyenne (°C)     | 7,2              | 8,8              | 13,1          | 15,6            | 20              | 23,2         | 25,5           | 26,2           | 20,7            | 15,8            | 10,5             | 7,5            | 16,2       |
| Record de froid (°C) date du record   | −17,5 17.01.1985 | −12,5 07.02.1991 | −8 08.03.1971 | −4 11.04.03     | −0,3 03.05.1967 | 1 04.06.1991 | 5,4 04.07.1984 | 4,5 31.08.1986 | 1,5 30.09.02    | −3,5 30.10.1985 | −10,5 24.11.1998 | −12 31.12.1970 | −17,5 1985 |
| Record de chaleur (°C) date du record | 17,2 30.01.1973  | 21 24.02.1990    | 26 29.03.1989 | 28,5 30.04.1994 | 30,5 13.05.1998 | 36 26.06.01  | 37 21.07.1995  | 40,5 12.08.03  | 32,8 05.09.1973 | 29,5 01.10.1985 | 24,5 15.11.1971  | 17 21.12.1973  | 40,5 2003  |
| Précipitations (mm)                   | 57,5             | 50,8             | 51,4          | 48,6            | 64,2            | 57,1         | 55,9           | 65             | 49,8            | 59,7            | 61,3             | 73,1           | 694,4      |

### Voies de communication et transports

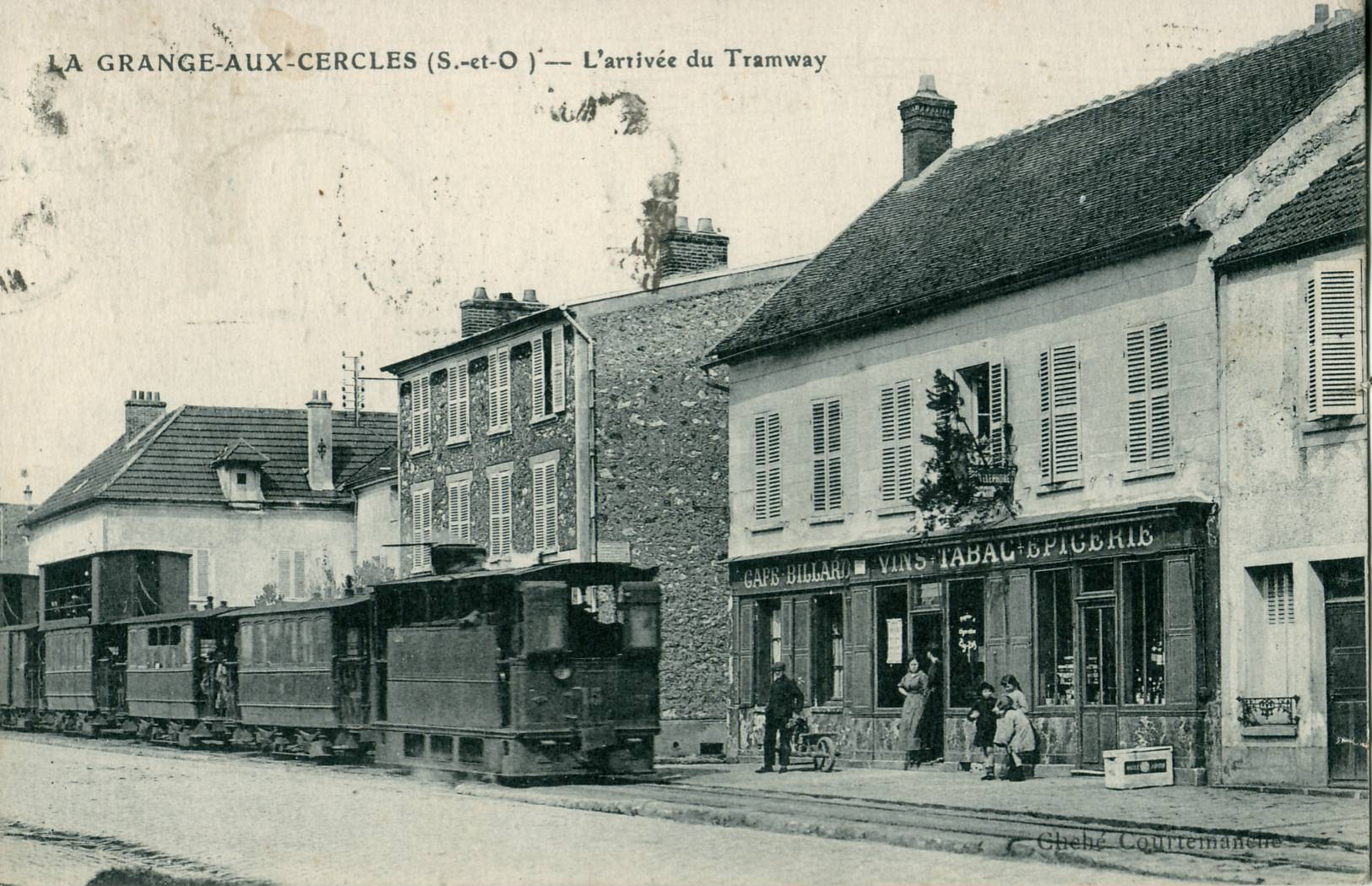
Ballainvilliers fut desservie par un chemin de fer secondaire, l’Arpajonnais, de 1894 à 1937.

Le seul et plus important axe de communication est la route nationale 20 qui traverse la partie ouest du territoire du nord au sud et draine soixante mille véhicules par jour[Quand ?]. Elle est complétée en centre-bourg par la route départementale 35 de moindre importance et la route départementale 186 qui coupe d’ouest en est. Sur la commune voisine de Longjumeau passent deux axes majeurs, la route départementale 117, dite « Route de Corbeil » et la ligne de Grande Ceinture utilisée par la ligne C du RER d'Île-de-France avec les gares de Gravigny-Balizy, Chilly-Mazarin et Longjumeau.
La commune est située à quatre kilomètres au sud de l’échangeur entre les autoroutes A6 et A10 et six kilomètres au nord de la Francilienne.
Les lignes M153, M151, M154, DM17 et DM6B du réseau de bus Cœur d'Essonne.
La communauté d'agglomération Europ'Essonne et la RATP ont mis en place 4 navettes circulaires en 2007 a direction de Morangis, Longjumeau, Chilly-Mazarin et passent par la Mairie de Ballainvilliers et le Stade
L’aéroport Paris-Orly est situé à seulement huit kilomètres au nord-est, directement accessible par la route nationale 20, l’aéroport Paris-Charles-de-Gaulle est lui situé à quarante-deux kilomètres au nord-est. L’aviation de tourisme se pratique à l’aéroport de Toussus-le-Noble situé à seize kilomètres au nord-ouest.

### Habitat
| Type d’occupation           | Pourcentage | Superficie (en hectares) |
| --------------------------- | ----------- | ------------------------ |
| Espace urbain construit     | 34,8 %      | 139,53                   |
| Espace urbain non construit | 4,9 %       | 19,74                    |
| Espace rural                | 60,2 %      | 241,38                   |
| Source : Iaurif-MOS 2008    |             |                          |

 (novembre 2015).
En 2009, la commune ne disposait que de quatre-vingt-douze HLM soit 9 % de logements sociaux, loin des 25 % exigés par la Loi relative à la solidarité et au renouvellement urbains.

### Lieux-dits, écarts et quartiers
Le territoire de Ballainvilliers, pourtant totalement indépendant, est parfois considéré comme un quartier huppé de la ville voisine de Longjumeau. De fait, la petite taille du village ne permet pas de découper la commune en quartier. On peut néanmoins distinguer le secteur pavillonnaire au nord de la récente zone commerciale des Berges du Rouillon et le parc industriel des Tuileries à la limite avec La Ville-du-Bois.
À l’extrême sud, un hameau commun avec Longpont-sur-Orge porte le nom de Villebouzin. Au centre, à la limite avec La Ville-du-Bois se trouve le lieu-dit la Bâte et tout au nord le lieu-dit Beaulieu.

## Urbanisme

### Typologie
Au 1er janvier 2024, Ballainvilliers est catégorisée grand centre urbain, selon la nouvelle grille communale de densité à sept niveaux définie par l'Insee en 2022.
Elle appartient à l'unité urbaine de Paris, une agglomération inter-départementale regroupant 407  communes, dont elle est une commune de la banlieue,,. Par ailleurs la commune fait partie de l'aire d'attraction de Paris, dont elle est une commune du pôle principal,. Cette aire regroupe 1 929 communes,.

## Toponymie
Balevillare, Ballani, villare, Balenviller, Balenviler, Baleinviler, Bernlenviller, Berlenviller au XIIe siècle, Bellenviller, Ballanviller. En 1747, la carte établie par César-François Cassini décrivait le lieu sous le nom de Balain villiers. Jusqu’en 1801, le nom de la commune était orthographié Ballain Villers, comme lors de la création de la commune après le décret de la Convention nationale du 31 octobre 1793.
Le domaine apparaît au XIIe siècle sous le nom de Berlenviller, du nom d’un propriétaire des lieux, nommé Bellenus. Plus tard, le nom évolua vers Ballanviller.

## Histoire

### Origines
Le nom de la commune semble provenir de l’anthroponyme latin Bellenus qui permet d’imaginer la présence d’un propriétaire terrien sur le territoire à l’époque de la Gaule romaine ou du Haut Moyen Âge. La première mention de Berlenviller comme hameau de Longjumeau remonte au XIIe siècle. Ce n’est qu’en 1265 que Renaud III Mignon de Corbeil, évêque de Paris constitua la paroisse indépendante, sous le titre de Saint Jacques, à la demande des seigneurs du lieu, Pierre et Ansel de Ballainvilliers.

### Ballainvilliers seigneurie

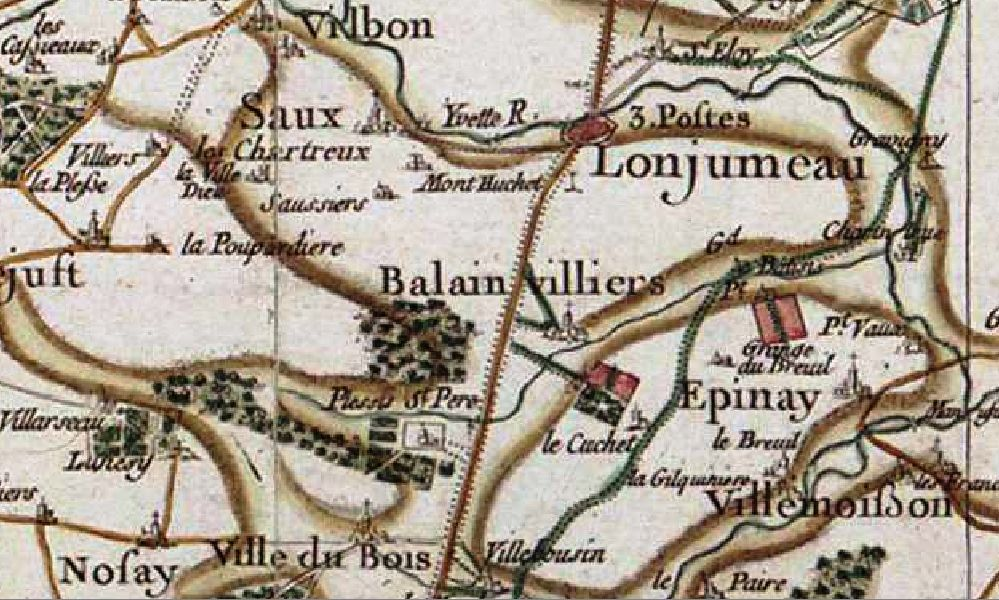
Carte de « Balain villiers » selon Cassini.

En 1539 fut érigée l’église dédiée alors à saint Jacques le Majeur et saint Christophe.
En 1661, le domaine fut érigé en baronnie au profit de Nicolas Lepagnol de Fontenoy qui ajouta le bas-côté de l’église et la meubla d’un autel, d’une chaire et de bancs tous classés monuments historiques depuis 1984. Il fit aussi construire par Antoine Matthieu Le Carpentier le château de Ballainvilliers. En 1699 fut aussi ajoutée une première cloche et l’église fut consacrée à l’apôtre Philippe. Le domaine passa en 1714 à Jules de la Planche puis, en 1736 par mariage avec Anne-Marie Labbé de Villebouzin, à Simon Bernard. À la Révolution française, en 1791, cette famille émigra en laissant sa fille en garde à l’intendant, qui la maria à son propre fils. Revenu en France, Charles Bernard de Ballainvilliers perd sa fille et ce gendre involontaire et meurt en 1835, sans héritier. De fait, le domaine est déjà passé en 1811 dans les mains de Charles Vauquelin, fils du pharmacien Louis-Nicolas Vauquelin.

### Histoire moderne

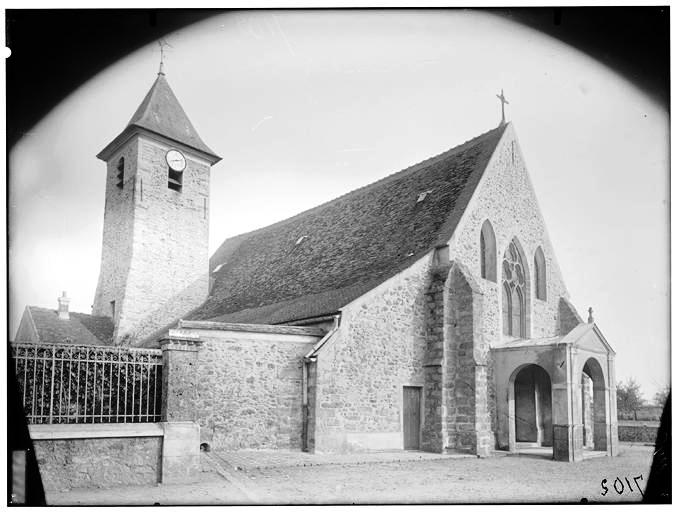
L'église en 1925.

Il fallut attendre 1856 pour que la réparation des dégâts de la Révolution sur l'église soit entamée. Durant la guerre franco-allemande de 1870, la commune fut occupée par les Prussiens jusqu'en mars 1871. Au mois de mai suivant, Catherine Labouré vécut un temps dans la commune. À cette époque, le phylloxéra et le mildiou ravagèrent le vignoble, obligeant les Ballainvillois à se tourner vers le maraîchage. La mise en service de l'Arpajonnais, une ligne de chemin de fer secondaire, leur offre la possibilité de vendre leur production aux Halles de Paris dès 1893.
En 1877, le château fut donné à la congrégation de Saint-Vincent-de-Paul. Puis en 1888, les sœurs du Sacré-Cœur de Jésus y fondèrent un orphelinat.
En 1974, l'Agirc et l'Arrco implantent à Villebouzin l'hôpital privé gériatrique. En 1975, la commune fut définitivement détachée de Longjumeau en étant rattachée au canton de Villebon-sur-Yvette. En 1979 sont découverts les vestiges d'une villa gallo-romaine. Ce n'est qu'en 1994 que la municipalité l'acquiert pour en faire la bibliothèque municipale.

## Politique et administration

### Rattachements administratifs et électoraux
Antérieurement à la loi du 10 juillet 1964, la commune faisait partie du département de Seine-et-Oise. La réorganisation de la région parisienne en 1964 fit que la commune appartient désormais au département de l'Essonne et son arrondissement de Palaiseau après un transfert administratif effectif au 1er janvier 1968.
Pour l'élection des députés, elle fait partie depuis 1988 de la quatrième circonscription de l'Essonne.
La commune de Ballainvilliers est rattachée de 1793 à 1975 du canton de Longjumeau, année où elle intègre le canton de Villebon-sur-Yvette. Dans le cadre du redécoupage cantonal de 2014, la commune fait à nouveau partie du canton de Longjumeau, dont la composition est passée de passe de 4 à 8 communes.
L'organisation judiciaire rattache la commune aux tribunal d'instance et conseil de prud'hommes de Longjumeau, aux tribunaux de commerce et de grande instance d'Évry, tous rattachés à la cour d'appel de Paris.

### Intercommunalité
La commune était membre de la communauté d'agglomération Europ'Essonne, créée fin 2006.
Dans le cadre des dispositions de la Loi de modernisation de l'action publique territoriale et d'affirmation des métropoles (loi MAPTAM) du 27 janvier 2014, qui prévoit la généralisation de l'intercommunalité à l'ensemble des communes et la création d'intercommunalités de taille importante, notamment en Île-de-France afin d'équilibrer leurs relations avec la Métropole du Grand Paris, Europ'Essonne a fusionné avec la communauté d'agglomération du Plateau de Saclay, auxquelles se sont jointes des communes qui n'étaient jusqu'alors membres d'aucune intercommunalité à fiscalité propre, formant le 1er janvier 2016 la communauté d'agglomération Paris-Saclay.
En 2018, elle est également membre de divers syndicats intercommunaux : 
- Syndicat intercommunal pour le gaz et l'électricité en Île-de-France (SIGEIF) ;
- SIVOM de la région de Montlhery (SIRM) ;
- Syndicat intercommunal pour la gestion du gymnase du collège Pablo Picasso à Saulx-les-Chartreux ;
- Syndicat intercommunal  des eaux des communes du nord-est de l'Essonne ;
- Syndicat mixte pour l'aménagement hydraulique de la Vallée de l'Yvette (SIAHVY)[36] pour l’aménagement de la vallée de l’Yvette voisine ;
- Syndicat mixte de la Vallée de l'Orge Aval (SIVOA).

### Tendances et résultats politiques
Politiquement, Ballainvilliers est fortement ancrée à droite, les électeurs donnant à chaque scrutin une majorité de voix aux représentants de la droite parlementaire, sans toutefois verser dans le vote d’extrême droite, comme en témoigne le résultat du scrutin présidentiel de 2002, où Jean-Marie Le Pen n’obtint que 17,11 % des suffrages, à comparer aux 17,79 % obtenus à l’échelle nationale.
Cette tendance à voter à droite s’est confirmée en 2008 où les électeurs ont accordé une confortable avance à Nicolas Sarkozy dès le premier tour avec 40,70 % des voix contre seulement 20,71 % à Ségolène Royal, mais surtout lors de l’élection législative où Nathalie Kosciusko-Morizet était virtuellement élue dans la commune avec 55 % des voix dès le premier tour, score près de dix points supérieur à celui de l’ensemble de la circonscription.
Confirmation toujours lorsque la commune plaçait en tête Jean-François Copé lors de l’élection régionale 2004 avec 45,86 % des voix contre seulement 40,72 % sur la région et 37,78 % en Essonne.
Enfin, les électeurs de la commune sont parmi les rares à avoir approuvé le Traité de Rome de 2004 à 56,09 % contre 53,99 % en Île-de-France et surtout 49,29 % seulement en Essonne.
La commune ne totalisant pas officiellement 3 500 habitants en 2008, l’élection municipale s’est déroulée, pour la dernière fois probablement, avec un scrutin majoritaire plurinominal, à tour unique puisque l’ensemble du conseil municipal fut élu dès le 9 mars.
Élections présidentielles, résultats des seconds tours
- Élection présidentielle de 2002 : 82,89 % pour Jacques Chirac (RPR), 17,11 % pour Jean-Marie Le Pen (FN), 85,87 % de participation[43].
- Élection présidentielle de 2007 : 64,58 % pour Nicolas Sarkozy (UMP), 35,42 % pour Ségolène Royal (PS), 89,61 % de participation[44].
- Élection présidentielle de 2012 : 60,50 % pour Nicolas Sarkozy (UMP), 39,50 % pour François Hollande (PS), 88,53 % de participation[45].
- Élection présidentielle de 2017 : 67,05 % pour Emmanuel Macron (LREM), 32,95 % pour Marine Le Pen (FN), 82,57 % de participation.

Élections législatives, résultats des seconds tours ;
- Élections législatives de 2002 : 61,28 % pour Pierre-André Wiltzer (UMP), 38,72 % pour Marianne Louis (PS), 64,36 % de participation[46].
- Élections législatives de 2007 : 64,52 % pour Nathalie Kosciusko-Morizet (UMP), 35,48 % pour Olivier Thomas (PS), 63,02 % de participation[47].
- Élections législatives de 2012 : 62,45 % pour Nathalie Kosciusko-Morizet (UMP), 37,55 % pour Olivier Thomas (PS), 65,63 % de participation[48].
- Élections législatives de 2017 : 56,72 % pour Marie-Pierre Rixain (LREM), 43,28 % pour Agnès Evren (LR), 44,77 % de participation.

Élections européennes, résultats des deux meilleurs scores ;
- Élections européennes de 2004 : 24,52 % pour Harlem Désir (PS), 17,82 % pour Patrick Gaubert (UMP), 45,97 % de participation[49].
- Élections européennes de 2009 : 36,93 % pour Michel Barnier (UMP), 13,58 % pour Daniel Cohn-Bendit (Europe Écologie), 44,77 % de participation[50].
- Élections européennes de 2014 : 25,91 % pour Aymeric Chauprade (FN), 24,37 % pour Alain Lamassoure (UMP), 49,86 % de participation.
- Élections européennes de 2019 : 28,20 % pour Nathalie Loiseau (LREM), 19,69 % pour Jordan Bardella (RN), 54,53 % de participation.

Élections régionales, résultats des deux meilleurs scores
- Élections régionales de 2004 : 45,86 % pour Jean-François Copé (UMP), 41,64 % pour Jean-Paul Huchon (PS), 71,20 % de participation[51].
- Élections régionales de 2010 : 52,36 % pour Valérie Pécresse (UMP), 47,64 % pour Jean-Paul Huchon (PS), 52,81 % de participation[52].
- Élections régionales de 2015 : 48,83 % pour Valérie Pécresse (LR), 30,33 % pour Claude Bartolone (PS), 65,39 % de participation.

Élections cantonales et départementales, résultats des seconds tours
- Élections cantonales de 2001 : données manquantes.
- Élections cantonales de 2008 : 54,18 % pour Dominique Fontenaille (DVD) élu au premier tour, 23,87 % pour Thomas Chaumeil (PS), 66,67 % de participation[53].
- Élections départementales de 2015 : 69,72 % pour Sandrine Gelot Rateau et Claude Pons (UMP), 30,28 % pour Mireille Cuniot-Ponsard (EELV) et Didier Varenne (PS), 48,99 % de participation.

Référendums
- Référendum de 2000 relatif au quinquennat présidentiel : 73,76 % pour le Oui, 26,24 % pour le Non, 38,35 % de participation[54].
- Référendum de 2005 relatif au traité établissant une Constitution pour l’Europe : 56,09 % pour le Oui, 43,91 % pour le Non, 76,61 % de participation[55].

### Politique de développement durable
Une décharge sauvage a été aménagée le long de la RN 20, sur des terrains situés dans un espace naturel sensible. La municipalité a obtenu en 2016 la condamnation des responsables, mais ceux-ci, se déclarant insolvables, n'ont pas nettoyés le terrain. La commune a dû le faire en 2017 avec l'aide financière du Siom, de la CA Paris-Saclay et du département,.

### Jumelages
La ville de Ballainvilliers n'est jumelée avec aucune commune. 

## Population et société

### Démographie

#### Évolution démographique
L'évolution du nombre d'habitants est connue à travers les recensements de la population effectués dans la commune depuis 1793. Pour les communes de moins de 10 000 habitants, une enquête de recensement portant sur toute la population est réalisée tous les cinq ans, les populations de référence des années intermédiaires étant quant à elles estimées par interpolation ou extrapolation. Pour la commune, le premier recensement exhaustif entrant dans le cadre du nouveau dispositif a été réalisé en 2006.

En 2022, la commune comptait 4 838 habitants, en évolution de +6,59 % par rapport à 2016 (Essonne : +2,89 %, France hors Mayotte : +2,11 %).
| 1793 | 1800 | 1806 | 1821 | 1831 | 1836 | 1841 | 1846 | 1851 |
| ---- | ---- | ---- | ---- | ---- | ---- | ---- | ---- | ---- |
| 402  | 430  | 436  | 375  | 473  | 439  | 470  | 544  | 547  |

| 1856 | 1861 | 1866 | 1872 | 1876 | 1881 | 1886 | 1891 | 1896 |
| ---- | ---- | ---- | ---- | ---- | ---- | ---- | ---- | ---- |
| 504  | 554  | 552  | 563  | 568  | 561  | 605  | 612  | 603  |

| 1901 | 1906 | 1911 | 1921 | 1926 | 1931 | 1936 | 1946 | 1954 |
| ---- | ---- | ---- | ---- | ---- | ---- | ---- | ---- | ---- |
| 642  | 657  | 538  | 626  | 599  | 665  | 688  | 680  | 709  |

| 1962 | 1968 | 1975  | 1982  | 1990  | 1999  | 2006  | 2011  | 2016  |
| ---- | ---- | ----- | ----- | ----- | ----- | ----- | ----- | ----- |
| 890  | 935  | 1 589 | 2 218 | 2 531 | 2 749 | 3 589 | 3 779 | 4 539 |

| 2021  | 2022  | - | - | - | - | - | - | - |
| ----- | ----- | - | - | - | - | - | - | - |
| 4 752 | 4 838 | - | - | - | - | - | - | - |

En 1793, date du premier recensement des personnes, le village ne comptait que quatre cent deux âmes. Il conserva cette relative faible population, le chiffre évoluant lentement, pour atteindre cinq cent quarante sept ballainvillois en 1851, six cent quarante deux en 1901 et sept cent neuf en 1954, progression continue malgré les vingt-huit victimes des trois conflits militaires de cette période. De cette date, la progression fut plus rapide, passant à neuf cent trente cinq habitants en 1968, mille cinq cent quatre-vingt-neuf en 1975, deux mille deux cent dix-huit en 1982 et dernièrement, trois mille cinq cent quatre-vingt-neuf personnes lors du recensement de 2006.
La proximité de centres urbains saturés et les vastes espaces encore disponibles laissent présager d’une poursuite de cet accroissement soutenu de la population. En 1999, 3,3 % de la population communale était étrangère et 10,3 % des foyers étaient composés de familles monoparentales.

#### Pyramide des âges
En 2018, le taux de personnes d'un âge inférieur à 30 ans s'élève à 40,7 %, soit au-dessus de la moyenne départementale (39,9 %). À l'inverse, le taux de personnes d'âge supérieur à 60 ans est de 17,8 % la même année, alors qu'il est de 20,1 % au niveau départemental.
En 2018, la commune comptait 2 212 hommes pour 2 363 femmes, soit un taux de 51,65 % de femmes, légèrement supérieur au taux départemental (51,02 %).
Les pyramides des âges de la commune et du département s'établissent comme suit.
| Hommes | Classe d’âge | Femmes |
| ------ | ------------ | ------ |
| 0,4    | 90 ou +      | 1,4    |
| 5,0    | 75-89 ans    | 6,8    |
| 10,1   | 60-74 ans    | 11,9   |
| 20,0   | 45-59 ans    | 18,5   |
| 22,6   | 30-44 ans    | 22,0   |
| 18,7   | 15-29 ans    | 19,0   |
| 23,2   | 0-14 ans     | 20,4   |

| Hommes | Classe d’âge | Femmes |
| ------ | ------------ | ------ |
| 0,5    | 90 ou +      | 1,4    |
| 5,4    | 75-89 ans    | 7,2    |
| 12,9   | 60-74 ans    | 13,9   |
| 20     | 45-59 ans    | 19,4   |
| 19,9   | 30-44 ans    | 20,1   |
| 20     | 15-29 ans    | 18,2   |
| 21,3   | 0-14 ans     | 19,8   |

### Enseignement
Ballainvilliers est rattachée à l'académie de Versailles.
En 2010, elle dispose sur son territoire de l'école primaire Les Marais et de l'école primaire des Hauts-Fresnais. Les élèves doivent ensuite se rendre au collège de Saulx-les-Chartreux et aux lycées de Longjumeau. Des centres de loisirs maternelles et élémentaires accueillent les élèves en dehors des périodes scolaires.
Une crèche accueille les jeunes enfants. Depuis 2008, les assistantes maternelles bénéficient d'animations hebdomadaires, dans le cadre du relais d'assistantes maternelles. Les enfants qui sont gardés par leur parent ou leurs grands-parents peuvent participer à un atelier hebdomadaire : une façon de rompre l'isolement des parents et de se  préparer à la vie en collectivité pour les enfants.

### Culture
La commune dispose d’une bibliothèque municipale et d’un conservatoire de musique et de danse. Vingt-deux associations participent à la vie culturelle de la commune dont deux compagnies théâtrales.
Il existe quatre boites à livres installées dans des cabines téléphoniques sur le territoire de la commune. Ballainvilliers fait partie des villes partenaires du Théâtre de Longjumeau[réf. souhaitée].

### Sports
La commune dispose sur son territoire d'un stade équipé d’un terrain de football et de quatre courts de tennis en terre battue et d'un gymnase. Vingt-deux associations animent et enseignent le sport dans la commune. Elle possède sa propre association sportive : l'ASB (association sportive de Ballainvilliers).

### Santé
Le centre hospitalier de Longjumeau traite les urgences et les pathologies graves. En 2008, six médecins, deux chirurgiens-dentistes et une pharmacie sont installés sur la commune.
Un hôpital privé gériatrique fondé en 1974 par l’Agirc et l'Arrco est installé dans le hameau de Villebouzin, il dispose en 2008 de deux cent soixante deux lits.

### Autres services publics
La commune dispose en 2010 sur son territoire d’un centre de première intervention des sapeurs-pompiers qui représentent les seuls services publics hors services communaux. La sécurité de la commune est assurée par la brigade de gendarmerie de Longjumeau.

### Lieux de culte

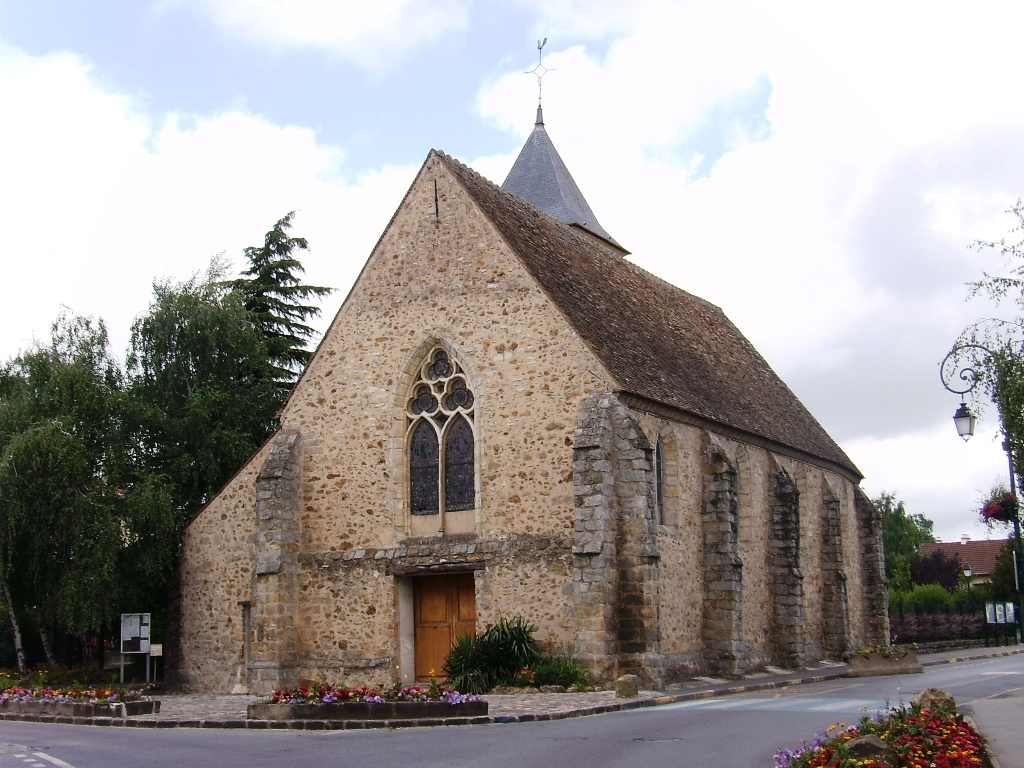
L’église Saint-Jacques-et-Saint-Philippe.

La paroisse catholique dépend du diocèse d'Évry-Corbeil-Essonnes et du doyenné de Longjumeau, elle dispose de l’église dédiée aux apôtres Philippe et Jacques le Mineur.
Les saints patrons de la paroisse sont Jacques le Mineur, l’apôtre Jacques, Christophe de Lycie et l’apôtre Philippe. Ils sont fêtés dans la commune le premier dimanche de mai.

### Médias
L’hebdomadaire Le Républicain diffuse une édition pour le Nord-Essonne qui traite en partie des informations du secteur. La chaîne de télévision régionale Télif, qui a repris les programmes de Téléssonne, diffuse des informations locales sur le réseau satellite et ADSL. S’ajoute la chaîne France 3 Paris Île-de-France Centre disponible dans tout le Bassin parisien.

## Économie

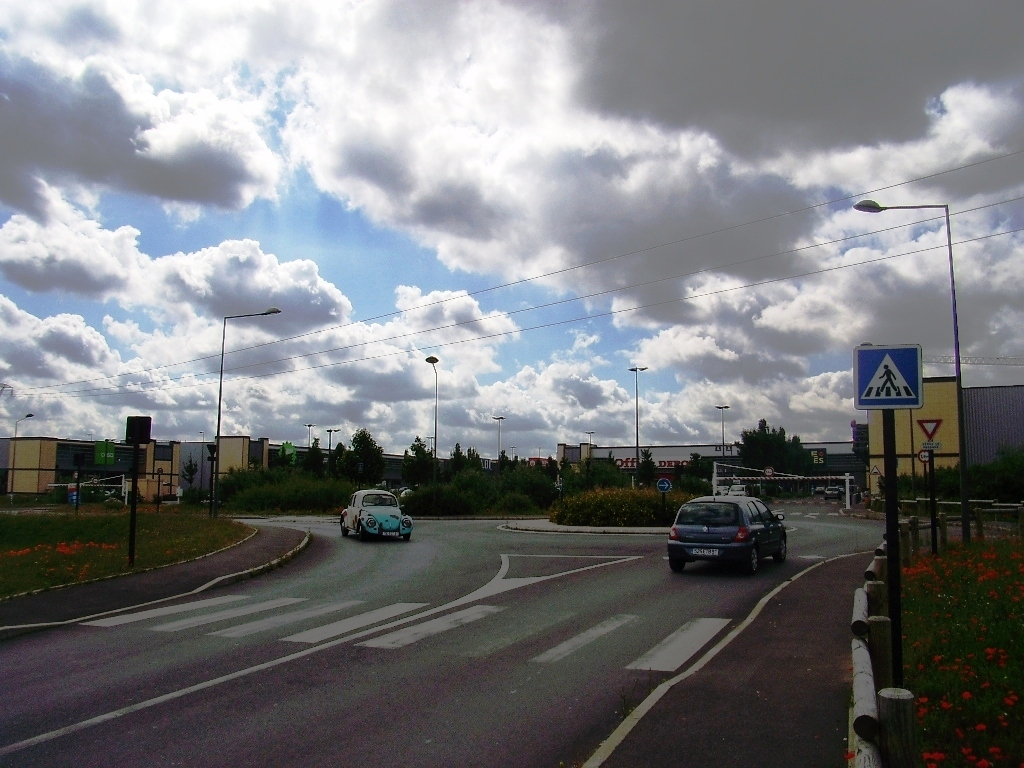
La zone d’activités des Berges du Rouillon.

Ballaivilliers est intégrée par l’Insee au bassin d'emploi d’Orly qui regroupe trente communes et 446 024 habitants, les Ballainvillois ne représentant que 0,62 %.
Deux zones d’activités commerciales sont implantées dans la commune : les Berges du Rouillon en bordure de la route nationale 20 - dont l’enseigne Castorama est le premier employeur de la commune - et les Tuileries. Quatorze entreprises ont été créées sur le territoire en 2004. Depuis novembre 2005, la commune est au cœur de l’opération d'Intérêt National de Massy Palaiseau Saclay Versailles Saint-Quentin-en-Yvelines.

### Emplois, revenus et niveau de vie
En 1999, la population active de Ballainvilliers s’élevait à 1 351 personnes ; seulement 6,9 % de la population était au chômage, quatre agriculteurs exerçaient dans la commune, 36,2 % des Ballainvillois étaient ouvriers, 25,3 % de la population appartenait à la catégorie des professions intermédiaires, contre seulement 8,8 % de cadres. En 2005, le revenu net moyen des ménages ballainvillois s’élevait à 27 023 euros par an, revenus salariaux à 73,9 %. En 2010, le revenu fiscal médian par ménage était de 49 377 €, ce qui plaçait Ballainvilliers au 336e rang parmi les 31 525 communes de plus de 39 ménages en métropole.
| Répartition des emplois par catégorie socioprofessionnelle en 2006. |              |                                           |                                                   |                            |                          |                           |
|                                                                     | Agriculteurs | Artisans, commerçants, chefs d’entreprise | Cadres et professions intellectuelles supérieures | Professions intermédiaires | Employés                 | Ouvriers                  |
| Ballainvilliers                                                     | 0,5 %        | 7,0 %                                     | 11,2 %                                            | 21,2 %                     | 31,7 %                   | 28,4 %                    |
| Zone d’emploi d’Orly                                                | 0,1 %        | 4,6 %                                     | 15,2 %                                            | 27,8 %                     | 30,3 %                   | 22,1 %                    |
| Moyenne nationale                                                   | 2,2 %        | 6,0 %                                     | 15,4 %                                            | 24,6 %                     | 28,7 %                   | 23,2 %                    |
| Répartition des emplois par secteur d'activité en 2006.             |              |                                           |                                                   |                            |                          |                           |
|                                                                     | Agriculture  | Industrie                                 | Construction                                      | Commerce                   | Services aux entreprises | Services aux particuliers |
| Ballainvilliers                                                     | 1,8 %        | 9,4 %                                     | 12,4 %                                            | 20,5 %                     | 16,9 %                   | 5,7 %                     |
| Zone d’emploi d’Orly                                                | 0,5 %        | 8,1 %                                     | 7,2 %                                             | 15,0 %                     | 14,3 %                   | 6,3 %                     |
| Moyenne nationale                                                   | 3,5 %        | 15,2 %                                    | 6,4 %                                             | 13,3 %                     | 13,3 %                   | 7,6 %                     |
| Sources : Insee                                                     |              |                                           |                                                   |                            |                          |                           |

## Culture locale et patrimoine

### Lieux et monuments
Un tiers du territoire de la commune était encore constitué en 1999 d’espaces agricoles ou ruraux préservés, notamment au sud du village. Dans le village, les berges du Rouillon ont conservé un aspect naturel. Au nord-est, le bois des Daunettes, prolongé dans la commune voisine d’Épinay-sur-Orge par le parc des Templiers, occupe près de dix-huit hectares. À proximité du centre-ville, le parc du château, devenu bibliothèque et école de musique municipale s’étend sur près de trois hectares. Les espaces boisés du parc du château et du bois des Templiers au nord-est de la commune ont été recensés au titre des espaces naturels sensibles par le conseil général de l'Essonne.
Le patrimoine du village se compose de l’église paroissiale construite en 1539, agrandie du bas-côté au XVIIe siècle et agrémentée de l’autel en menuiserie en 1683 classé aux monuments historiques depuis 1984, comme la chaire, le confessionnal et le banc. La cloche de l’église, fondue en 1776 est elle aussi classée depuis 1944.
Du château originel construit au XVIIe siècle ne subsistent que l’aile gauche au nord et la chapelle.

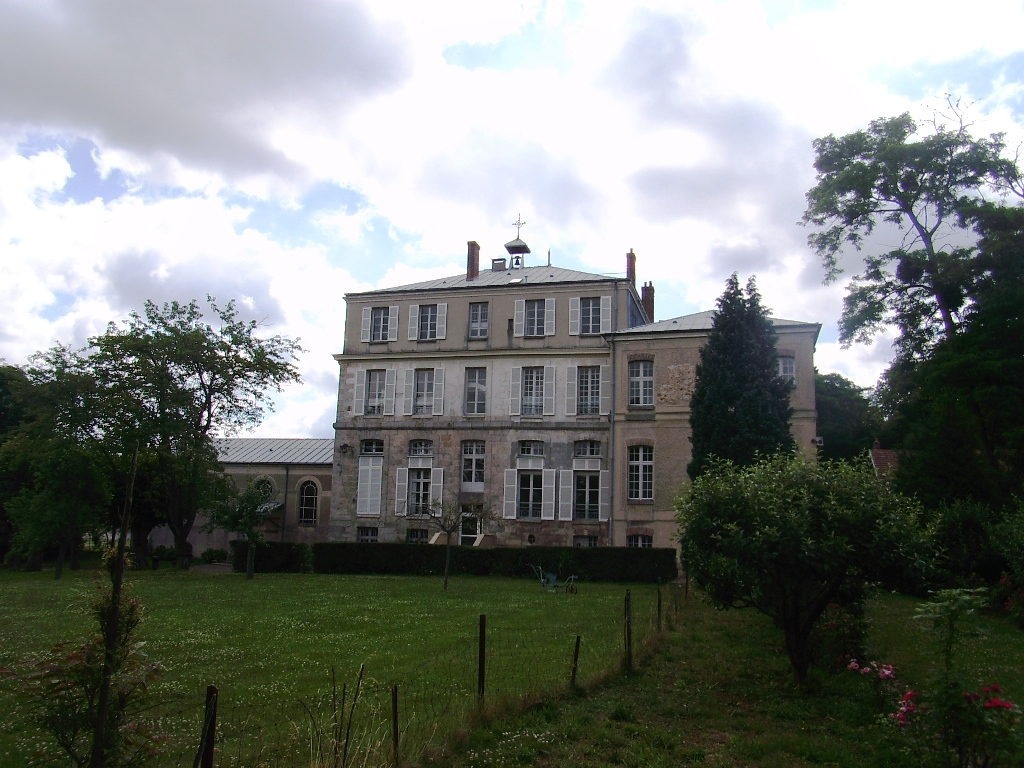
Le château de Ballainvilliers.
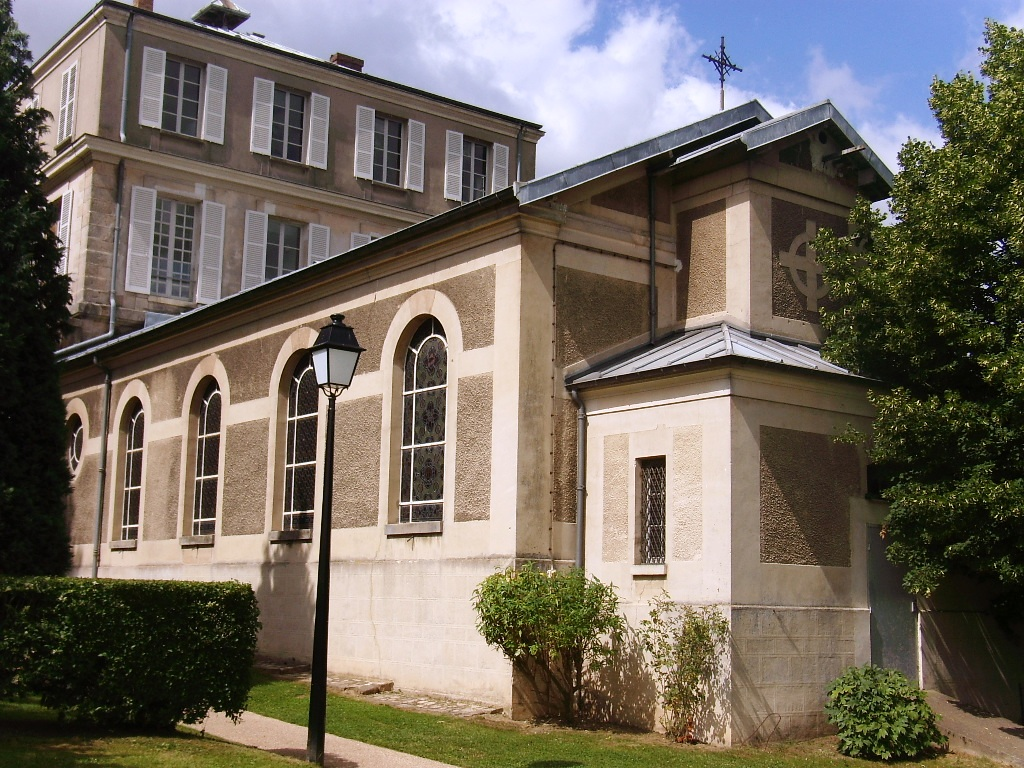
La chapelle du château.
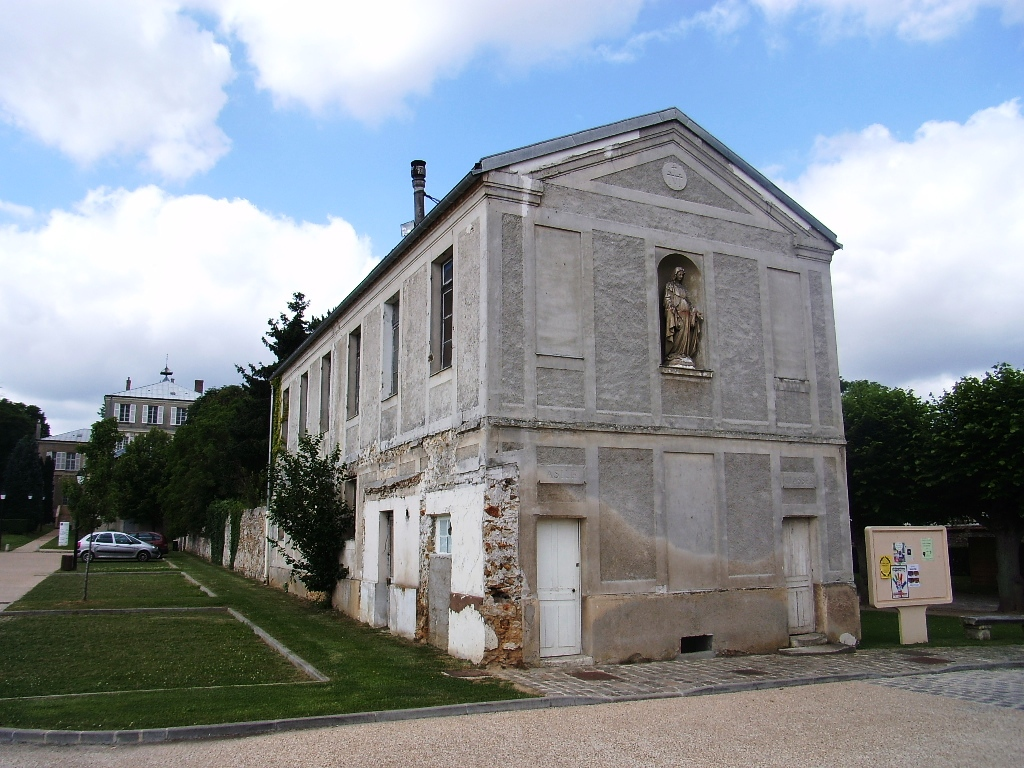
La maladrerie du château.

### Personnalités liées à la commune
Plusieurs personnages publics sont nés, décédés ou ont vécu à Ballainvilliers :
- Antoine Matthieu Le Carpentier (1709-1773), architecte, édifia le château de Ballainvilliers ;
- Charles Bernard de Ballainvilliers (1757-1835), en était le seigneur ;
- Alfred Velpeau (1795-1867), anatomiste et chirurgien, vécut au château ;
- Catherine Labouré (1806-1876), sainte de l’église catholique romaine, vécut dans la commune;
- Roger Houdet (1899-1987), résistant, sénateur et ministre de l’Agriculture, est décédé dans la commune ;
- Susan Travers, une femme militaire britannique y est décédée en 2003. Seule femme à la Légion étrangère, chevalier de la Légion d'honneur, médaille militaire, croix de guerre, chauffeur puis maîtresse du général Kœnig. Toute trace de l'héroïne de Bir Hakeim a été dissimulée afin d'éviter qu'elle ne nuise à la réputation du général Koenig, devenu Maréchal de France
- Jean-Émile Charon (1920-1998), physicien et philosophe, né à Paris et décédé dans la commune ;
- Jean-Claude Darnal (1929-2011), compositeur et interprète, est décédé dans la commune ;
- Maria Pacôme (1923-2018), actrice, a vécu dans la commune et y est décédée ;
- Alice Recoque (1929-2021), pionnière de l'informatique, est décédée dans la commune.

### Héraldique et logotype

Logo.

| Blason de Ballainvilliers | Blason  | D'azur à la gerbe d'or soutenue d'un croissant d'argent, au chef cousu de gueules chargé de trois étoiles d'argent.                                                                        |
| Blason de Ballainvilliers | Détails | Ce blason est celui du baron Simon Charles Bernard de Ballainvilliers, écuyer du roi au début du XVIIIe siècle et dernier seigneur du lieu. La commune s'est en outre dotée d'un logotype. |

### Ballainvilliers dans les arts et la culture
- En 1767, c’est monsieur de Ballainvilliers, alors intendant d’Auvergne qui rapporta dans une lettre que le 19 juin « Jean Chastel, un enfant du pays, a tué une bête qui parut être un loup, mais un loup extraordinaire et bien différent par sa figure et ses proportions des loups que l’on voit dans ce pays. » Cette « bête » était considérée être la mythique Bête du Gévaudan[95].
- Souvenir de cet intendant, Ballainvilliers est le nom d’une rue et d’un quartier central de Clermont-Ferrand.
- La concession BMW de Ballainvilliers apparaît dans le film Quelqu’un de bien, de Patrick Timsit, sorti en 2002[96].